# Decanal
El Decanal es un compuesto orgánico con la fórmula química C9H19CHO. Es el más simple de los aldehídos de diez carbonos. El decanal se produce naturalmente y se utiliza en fragancias y aromatizantes. El decanal se produce en la naturaleza y es un componente importante en los cítricos junto con octanal, citral y sinensal. El decanal es también un componente importante del olor del trigo sarraceno.
Decanal se puede preparar por oxidación del decanol relacionado con el alcohol.

## Seguridad
Para información de seguridad ver el MSDS